# Canon X-07
Canon X-07 (X-07) је био преносиви рачунар фирме Кенон (Canon) који је почео да се производи у Јапану током 1983. године.
Користио је National Semiconductor NSC 800 (CMOS, Z80 компатибилан) микропроцесор а RAM меморија рачунара је имала капацитет од 8 KB (6748 бајтова слободно за Бејсик).

## Детаљни подаци
Детаљнији подаци о рачунару X-07 су дати у табели испод.
|                       |                                                                             |
| [ 1 ]                 |                                                                             |
| Произвођач            | Кенон                                                                       |
| Тип                   | преносиви рачунар                                                           |
| Меморија              | 8 (6748 бајтова слободно за Бејсик)                                         |
| Поријекло             | Јапан                                                                       |
| Година                | 1983                                                                        |
| Тастатура             | QWERTY / AZERTY, 60 chicklet тастера, 5 функцијских тастера, тастери смјера |
| Процесор              |                                                                             |
| Фреквенција процесора |                                                                             |
| RAM                   | 8 (6748 бајтова слободно за Бејсик)                                         |
| ROM                   | 20                                                                          |
| Текст                 | 4 x 20                                                                      |
| Графика               | 120 x 32                                                                    |
| Боја                  | монохроматски LCD показивач                                                 |
| Звук                  | мали звучник                                                                |
| Димензије             | 20 x 13 x 2,6 / 480 грама                                                   |
| Портови               |                                                                             |
| Оперативни систем     | [[]]                                                                        |